# (7404) 1988 AA5
A (7404) 1988 AA5 a Naprendszer kisbolygóövében található aszteroida. Henri Debehogne fedezte fel 1988. január 13-án.